# Kesselschlacht von Kamenez-Podolski

Kesselschlacht von Kamenez-Podolski.

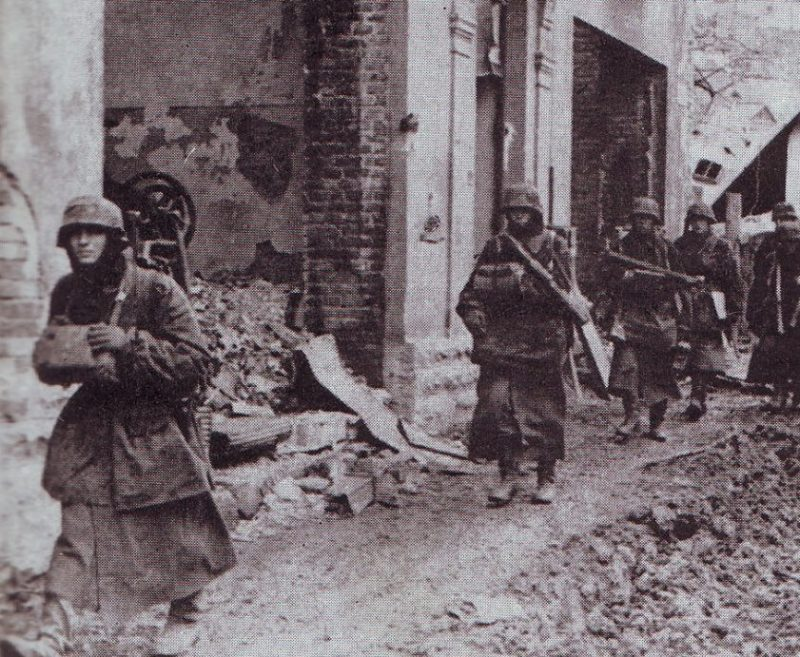
Deutsche Soldaten im Kessel

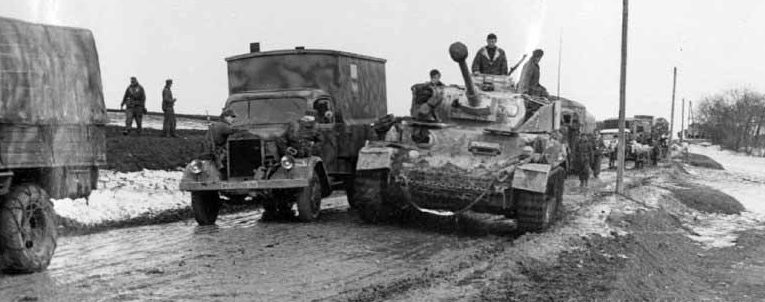
Deutsche Marschkolonne

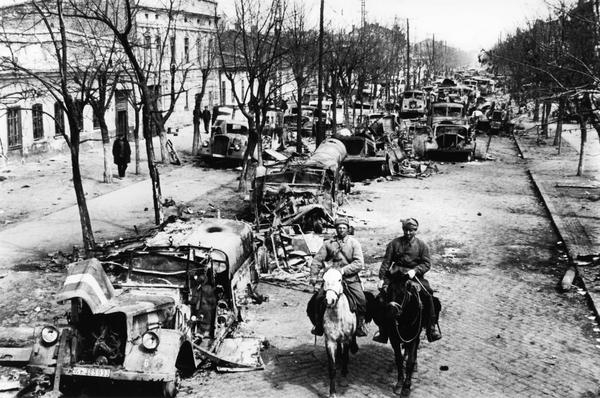
Zerstörte deutsche Fahrzeuge bei Kamenez-Podolski

Die Kesselschlacht von Kamenez-Podolski fand im Zweiten Weltkrieg im Frühjahr 1944 im Süden der Ostfront zwischen der Wehrmacht und der Roten Armee statt. Den zuvor im sogenannten Hube-Kessel eingeschlossenen deutschen Verbänden gelang es, erfolgreich aus dem Kessel auszubrechen und somit einer Vernichtung durch die Rote Armee zu entgehen.

## Einkesselung
Während der Proskurow-Czernowitzer Operation vom 4. März 1944 bis 17. April 1944 und der Offensivoperation Uman-Botoșani vom 5. März 1944 bis 17. April 1944 umschlossen die Truppen der 1. und 2. Ukrainischen Front der Roten Armee Generaloberst Hans-Valentin Hubes 1. Panzerarmee nördlich des Flusses Dnister. Die 1. Panzerarmee, drei Divisionen der 4. Panzerarmee und Soldaten rückwärtiger Dienste, Polizei, und Angehörige der Organisation Todt (zusammen rund 220.000 Soldaten) wurden um die Stadt Kamenez-Podolski (ukrainisch Kamjanez-Podilskyj) in der Westukraine eingeschlossen. Die sowjetische Front kam erst 250 Kilometer weiter bei Tarnopol zum Stehen.

## Wandernde Kessel
Erich von Manstein, Oberbefehlshaber der Heeresgruppe Süd, setzte durch ein Rücktritts-Ultimatum bei Adolf Hitler den Ausbruch der eingeschlossenen Truppen durch.
Die 1. Panzerarmee war von drei Seiten umfasst und hatte nur noch ein Schlupfloch nach Süden über den Dnister. Doch Manstein sah voraus, dass dies nur die Flucht von einem Kessel in den nächsten wäre. So befahl er, nach Westen durchzubrechen – mitten durch die Marschkolonnen zweier feindlicher Panzerarmeen und über mehrere querverlaufende Flüsse, damit die Truppen nach Erreichen der deutschen Linien direkt in die Front eingegliedert werden konnten. Hube wollte hingegen Richtung Süden marschieren, da dort noch eine Frontlücke war. Am 28. März begann der von Manstein angeordnete Durchbruch Richtung Westen. Die Rote Armee hatte einen Ausbruchsversuch Richtung Süden erwartet und wurde entsprechend überrascht. Da sich die Masse der sowjetischen Kampftruppen bereits weit südlich und westlich der Panzerarmee befanden, trafen die deutschen Truppen wie vorhergesehen vorwiegend auf Nachschubtruppen.
Obwohl der Ausbruch durch heftige Schneefälle behindert wurde, konnten alle Verwundeten mitgenommen werden (7270 Verwundete wurden zudem ausgeflogen), auch die Ausrüstung konnte mitgeführt werden. Für die Luftversorgung wurden zunächst ständig neue Feldflugplätze eingerichtet, später mussten Versorgungsgüter von Transportflugzeugen abgeworfen werden.
Während des Ausbruchs wurden 399 sowjetische Panzer und Sturmgeschütze sowie 280 Geschütze zerstört. Die Verluste der deutschen Truppen beliefen sich auf 2311 Gefallene, 3567 Vermisste und 8364 Verwundete. Die Schlacht gilt bis heute als operatives Lehrbeispiel zur Illustration des Ausbruchs von gepanzerten Großverbänden aus einer militärischen Einschließung.

## Ausrüstung
Während die Rote Armee rund 2070 Panzer und Sturmgeschütze einsetzen konnte, standen der 1. Panzerarmee zu Beginn der sowjetischen Angriffe nur 96 Panzer und 64 Sturmgeschütze zur Verfügung. Da auf deutscher Seite auch zu wenig Lkw vorhanden waren, mussten etwa 50.000 Pferde eingesetzt werden. Zum Zeitpunkt ihrer Einkesselung verfügte die 1. Panzerarmee noch über 43 Panzer und 50 Sturmgeschütze. Nach dem Ausbruch waren noch zusammen 45 Panzer und Sturmgeschütze vorhanden.
Im Februar 1944 verfügte die schwere Panzer-Abteilung 503 über 56 Tiger bei der Truppe. Bei der Verlegung nach Proskurow (1.–2. März 1944) übernahm sie sieben Tiger von der s.Pz.Abt. 506. Aus dem Kessel entkamen nur sieben Tiger; sie wurden im Mai 1944 an die s.Pz.Abt. 509 abgegeben.

## Literatur

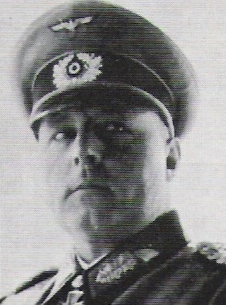
Hans-Valentin Hube (1942)